# Гласко (Нью-Йорк)
Гласко (англ. Glasco) — переписна місцевість (CDP) в США, в окрузі Ольстер штату Нью-Йорк. Населення — 2013 особи (2020).

## Географія
Гласко розташоване за координатами 42°2′45″ пн. ш. 73°57′1″ зх. д. / 42.04583° пн. ш. 73.95028° зх. д. (42.045805, -73.950167).  За даними Бюро перепису населення США в 2010 році переписна місцевість мала площу 6,33 км², з яких 4,56 км² — суходіл та 1,77 км² — водойми.

## Демографія
Згідно з переписом 2010 року, у переписній місцевості мешкало 2099 осіб у 895 домогосподарствах у складі 563 родин. Густота населення становила 331 особа/км².  Було 956 помешкань (151/км²).
Расовий склад населення:
| - 92,8 % — білих - 2,3 % — азіатів - 1,7 % — чорних або афроамериканців - 0,1 % — корінних американців |

До двох чи більше рас належало 2,4 %. Частка іспаномовних становила 5,2 % від усіх жителів.
За віковим діапазоном населення розподілялося таким чином: 20,7 % — особи молодші 18 років, 59,7 % — особи у віці 18—64 років, 19,6 % — особи у віці 65 років та старші. Медіана віку мешканця становила 43,1 року. На 100 осіб жіночої статі у переписній місцевості припадало 82,0 чоловіків;  на 100 жінок у віці від 18 років та старших — 82,1 чоловіків також старших 18 років.
Середній дохід на одне домашнє господарство  становив 63 265 доларів США (медіана — 54 459), а середній дохід на одну сім'ю — 76 996 доларів (медіана — 67 009). За межею бідності перебувало 11,8 % осіб, у тому числі 20,6 % дітей у віці до 18 років та 8,7 % осіб у віці 65 років та старших.
Цивільне працевлаштоване населення становило 1186 осіб. Основні галузі зайнятості: освіта, охорона здоров'я та соціальна допомога — 37,9 %, роздрібна торгівля — 16,5 %, науковці, спеціалісти, менеджери — 9,8 %, будівництво — 7,9 %.